# Obudu-Berglauf
Der Obudu-Berglauf (volle Bezeichnung Obudu Ranch International Mountain Race, kurz Obudu Mountain Race) ist ein Berglauf in Obudu (Bundesstaat Cross River, Nigeria), der seit 2005 auf dem Obudu-Plateau  stattfindet.
Das Rennen wurde ins Leben gerufen, um für das Obudu Mountain Resort als Touristengebiet zu werben. Mit 50.000 US-Dollar Preisgeld für die Sieger gilt es als der höchstdotierte Berglauf weltweit. In seinem Rahmen wurde 2009 die Premiere der Berglauf-Afrikameisterschaft ausgetragen. Bei der Austragung 2010 wurde diese Meisterschaft durch eine Frauenwertung ergänzt.
Die Strecke ist vollständig asphaltiert und betrug bis einschließlich 2011 11,25 km mit einer Differenz von 800 Höhenmetern. Seit 2012 absolvieren die Männer eine Strecke von 13 km und die Frauen eine von 9,065 km. Das Ziel liegt auf 1600 m.

## Statistik

### Streckenrekorde
- Männer (11,25 km): 41:45 min, Abebe Dinkesa (ETH), 2008
- Frauen (11,25 km): 48:45 min, Genet Yalew (ETH), 2011

- Männer (13,00 km): 1:00:43 h, Philemon Rono Cherop (KEN), 2013
- Frauen (9,065 km): 58:55 min, Genet Yalew (ETH), 2013

### Siegerliste
| Datum         | Männer                   | Nation     | Zeit    | Frauen               | Nation     | Zeit    |
| ------------- | ------------------------ | ---------- | ------- | -------------------- | ---------- | ------- |
| 8. Nov. 2014  | Hillary Kemboi Cheserek  | Kenia      | 1:02:34 | Genet Yalew -2-      | Äthiopien  | 1:01:20 |
| 23. Nov. 2013 | Philemon Rono Cherop     | Kenia      | 1:00:43 | Genet Yalew -2-      | Äthiopien  | 0 58:55 |
| 17. Nov. 2012 | Abebe Dinkesa -3-        | Äthiopien  | 1:00:58 | Etenesh Diro         | Äthiopien  | 1:00:03 |
| 26. Nov. 2011 | Hunegnaw Mesfin          | Äthiopien  | 0 41:50 | Genet Yalew          | Äthiopien  | 0 48:45 |
| 27. Nov. 2010 | Abebe Dinkesa -2-        | Äthiopien  | 0 42:21 | Meselech Melkamu     | Äthiopien  | 0 48:57 |
| 28. Nov. 2009 | Habtamu Fikadu -2-       | Äthiopien  | 0 42:03 | Mamitu Daska         | Äthiopien  | 0 49:12 |
| 29. Nov. 2008 | Abebe Dinkesa            | Äthiopien  | 0 41:45 | Andrea Mayr          | Österreich | 0 51:14 |
| 24. Nov. 2007 | Habtamu Fikadu           | Äthiopien  | 0 42:50 | Rita Jeptoo Sitienei | Kenia      | 0 51:42 |
| 25. Nov. 2006 | Francis Kibiwott Larabal | Kenia      | 0 42:26 | Rehima Kedir         | Äthiopien  | 0 53:26 |
| 27. Nov. 2005 | Ben Du Bois              | Australien | 0 48:44 | Anna Pichrtová       | Tschechien | 0 55:46 |